# آزادماهی‌های شکم‌رنگی
آزادماهی‌های شکم‌رنگی (نام علمی: Salvelinus) نام یک سرده از زیرخانواده ماهی آزاد است.